# Municipio de Grafton (Dakota del Sur)
El municipio de Grafton (en inglés, Grafton Township) es un municipio del condado de Miner, Dakota del Sur, Estados Unidos. Tiene una población estimada, a mediados de 2023, de 66 habitantes.
Abarca una zona exclusivamente rural.

## Geografía
Está ubicado en las coordenadas 44°9′8″N 97°33′1″O / 44.15222, -97.55028. Según la Oficina del Censo, tiene una superficie de 90.44 km², correspondientes en su totalidad a tierra firme.

## Demografía
Según el censo de 2020, en ese momento había 49 personas residiendo en la zona. La densidad de población era de 0.54 hab./km². El 89.80 % de los habitantes eran blancos, el 2.04 % era de otra raza y el 8.16% eran de una mezcla de razas. Del total de la población, el 6.12 % eran hispanos o latinos de cualquier raza.